# Puebla de la Calzada
Puebla de la Calzada – gmina w Hiszpanii, w prowincji Badajoz, w Estramadurze, o powierzchni 14,25 km². W 2011 roku gmina liczyła 6021 mieszkańców.